# تپه باغ جایدر
تپه باغ جایدر مربوط به سده‌های میانه و متاخر دوران‌های تاریخی پس از اسلام است و در شهرستان پل‌دختر، بخش مرکزی، دهستان جایدر، ۴۰۰شمال شرق روستای باغ جایدر واقع شده و این اثر در تاریخ ۲۸ اسفند ۱۳۸۵ با شمارهٔ ثبت ۱۸۴۷۰ به‌عنوان یکی از آثار ملی ایران به ثبت رسیده است.